# 世の光
「世の光」（よのひかり）は、日本各地の中波ラジオ放送局およびエフエム山陰（V-air）で放送されているラジオ番組（宗教番組）である。制作は太平洋放送協会。関西地区で放送される「福音の光」（ふくいんのひかり）も同系統の番組よりここで扱う。

## 概要
1952年、北日本放送を皮切りに全国23局ネットで「暗き世の光」（くらきよのひかり）として放送スタート。その間もなく現在のタイトルに変更。
太平洋放送協会に所属する「ラジオ牧師」といわれるキリスト教牧師が日替わりで出演して、日々の暮らしに役立つ聖書からのエピソードを披露する。「いきいきタイム」（フレッシュサンデー）では、その時々の時節柄の話題も織り込んで取り上げている。番組後半では教会案内やプレゼントの案内などがあるが、この部分は地域性を考慮し各局で内容を変えている。
過去には現在放送中の「ライフ・ライン」の原型となるテレビ版「世の光」（1960年10月 - 12月、信越放送）を製作。1964年にも再びテレビ版が製作・放送された。
かつて放送された姉妹番組として「よきおとずれ」（1954年 - 不明）、「いこいの窓」（いこいのまど・1962年 - 1967年、ニッポン放送）、「ヤングライフクラブ」（1971年 - 1973年）、「ノック・ノック・ヤング」（1973年 - 1978年、東海ラジオほか）などがある。
ラジオ番組以外にも、USEN及び電話での放送も行っているほか、インターネット上でMP3形式のファイルを配信している。
2020年9月末をもって『さわやか世の光』は終了し、ABC以外は『世の光』に統一された。ABCは『世の光』としての放送は終了したものの、『福音の光』は継続されているため、実質そちらへ統一された形。

## ネット局
2021年12月末現在。放送時間の早い順から記載。★は2020年9月まで放送していた『さわやか世の光』の末期ネット局。

### 世の光
| 放送対象地域   | 放送局名              | 放送時間                              | 備考 |
| -------------- | --------------------- | ------------------------------------- | --- |
| 山形県         | 山形放送（YBC）       | 平日 5:05 - 5:10                      | |
| 広島県         | 中国放送（RCC）       | 月曜 - 土曜 5:05 - 5:10               | |
| 宮崎県         | 宮崎放送（mrt）       | 月曜 - 土曜 5:10 - 5:20               | ★ 通常に加え、独自に「讃美歌のコーナー」を放送。 2020年10月改編でこのスタイルの放送を行うのは当局のみ。 |
| 岩手県         | IBC岩手放送           | 月曜 - 土曜 5:15 - 5:20               | |
| 山口県         | 山口放送（KRY）       | 月曜 - 土曜 5:20 - 5:25               | ★ |
| 中京広域圏     | 東海ラジオ（SF）      | 月曜 - 土曜 5:40 - 5:45               | 『first touch』（平日）内                                                                               |
| 徳島県         | 四国放送（JRT）       | 平日 5:15 - 5:20 毎週土曜 6:00 - 6:05 | |
| 岐阜県         | ぎふチャン            | 月曜 - 土曜 6:10 - 6:15               | ★ |
| 島根県・鳥取県 | エフエム山陰（V-air） | 平日 6:15 - 6:20                      | ★ 『ONE MORNING』内                                                                                     |
| 福井県         | 福井放送（FBC）       | 平日 6:40 - 6:45 毎週土曜 5:45 - 5:50 | |

過去に放送した局
- ラジオ福島（rfc）
- 朝日放送ラジオ（ABCラジオ、平日 4:45 - 4:50） - 2021年12月24日をもって終了[2]。近畿福音放送伝道協力会（通称：近放伝）提供、「キンポーデンアワー・世の光」として放送していた[3]。

### 世の光 いきいきタイム
| 放送対象地域   | 放送局名                      | 放送時間                  | 備考 |
| -------------- | ----------------------------- | ------------------------- | --- |
| 宮城県         | 東北放送（tbc）               | 毎週土曜 5:10 - 5:25      | |
| 沖縄県         | ラジオ沖縄（ROK）             | 毎週土曜 6:45 - 7:00      | |
| 関東広域圏     | 文化放送（QR）                | 毎週日曜 5:35 - 5:50      | 当初はニッポン放送で放送。 1968年9月3日放送分から「心のともしび」と入れ替わる形で移行。 また、かつては『世の光 いきいきタイム フレッシュサンデー』として 放送していたが、枠移動の際に改題。 |
| 熊本県         | 熊本放送（RKK）               | 毎週日曜 5:45 - 6:00      | |
| 栃木県         | 栃木放送（CRT）               | 毎週日曜 6:15 - 6:30      | 『サンデーとちぎ』内 |
| 北海道         | HBCラジオ                     | 毎週日曜 6:20 - 6:35      | [ 5 ] |
| 石川県         | 北陸放送（MRO）               | 毎週日曜 6:35 - 6:50      | |
| 長崎県・佐賀県 | 長崎放送（NBC） NBCラジオ佐賀 | 毎週日曜 6:40 - 6:55      | |
| 徳島県         | 四国放送（JRT）               | 毎週日曜 6:45 - 7:00      | |
| 富山県         | 北日本放送（KNB）             | 毎週日曜 7:00 - 7:15      | |
| 愛媛県         | 南海放送（RNB）               | 毎週日曜 7:05 - 7:20      | [ 6 ] |
| 茨城県         | LuckyFM茨城放送               | 毎週日曜 7:10 - 7:25      | |
| 長野県         | 信越放送（SBC）               | 毎週日曜 7:10 - 7:25      | |
| 中京広域圏     | 東海ラジオ（SF）              | 第1 - 4日曜 26:00 - 26:15 | 唯一の深夜時間帯での放送。 |

過去に放送した局
- ラジオ福島（rfc） - 2018年3月25日放送終了

### 世の光 ジェネレーションX
※東海地区のキリスト教会をまとめる東海福音放送協力会（TBA）がPBAとともに制作する東海地区向けのオリジナル番組で、『世の光 いきいきタイム』の特別版としての扱い。。出演は春日井聖書教会協力牧師と水谷潔とPBAスタッフの江橋摩美。
| 放送対象地域 | 放送局名         | 放送時間              | 備考                                       |
| ------------ | ---------------- | --------------------- | ------------------------------------------ |
| 中京広域圏   | 東海ラジオ（SF） | 第5日曜 26:00 - 26:15 | 『いきいきタイム』同様に深夜時間帯での放送 |

## 出演者
ラジオ牧師
- 村上宣道（むらかみ・のぶみち）
- 関根弘興（せきね・ひろおき）
- 安海靖郎（あつみ・やすお）
- 濱和弘（はま・かずひろ）
- 板倉邦雄（いたくら・くにお）
- 羽鳥明（はとり・あきら）

アナウンサー
- 江橋摩美（えばし・まみ）
- 鈴木和子（すずき・かずこ）
- 柴紀代美（しば・きよみ）

## 福音の光
『福音の光』（ふくいんのひかり）は、朝日放送ラジオ（ABCラジオ）にて、近畿福音放送伝道協力会（きんきふくいんほうそうでんどうきょうりょくかい。通称：近放伝（キンポーデン））提供で、土・日の4:30 - 5:00に放送される番組。
同系統の番組として『ラジオ福音手帖』（ラジオふくいんてちょう）を1989年12月まで日本ルーテル・アワーの制作で行っていた。同月末をもって同組織が放送からの伝道から撤退したため、教会と協力してメディア伝道を進める組織として近放伝が設立され、制作する番組の一つとして放送している。
通常、宗教番組の多くは各宗教団体および関連団体が保有するスタジオ（PBAも東京の本部内にスタジオを保有している）や外部プロダクションのスタジオで収録するのが一般的だが、近放伝では自前のスタジオを保有しておらず、また当番組は関西ローカルの番組ということもあるため、『ラジオ福音手帖』以来番組と縁のあるABCラジオのスタジオで収録、宗教番組では数少ないラジオ局での自社制作となっている。近放伝のFacebook「福音長屋」やX（旧Twitter）でもABCのマスコットキャラクターエビシーとともに収録の様子を写真で公開している。
放送内容としては「世の光・近畿版」であり、近畿2府8県にある約500の近放伝の協力教会の紹介・聖書・体験談を中心に放送している。
2021年12月をもって「世の光」はABCでの放送を終了したが、当番組は引き続き放送される。

## 関連番組
- ライフ・ライン - ネット局は少ないが、『世の光』シリーズのテレビ版にあたる。北海道放送では両番組を放送している。また、近畿地区で放送[14]されるライフ・ラインも近放伝が協力。